# Karyotakis (serie de televisión)
Karyotakis es una serie de televisión emitida por la cadena pública de televisión griega ERT1 en 2009. La serie fue dirigida por Tasos Psaras y protagonizada por Demosthenis Papadopoulos y Maria Kitsou. Se trata de una serie biográfica sobre la vida del poeta Kostas Karyotakis y su historia de amor con la también poeta María Polydouri. Obtuvo 4 premios Prosopa de la televisión griega y está considerada como una de las mejores producciones de la televisión griega.

## Argumento
Aunque la serie está basada en la vida de Kostas Karyotakis desde su infancia hasta su muerte, se concede la misma importancia a su relación con la poeta María Polydouri. La serie también presenta el turbulento periodo de entreguerras en Grecia.

## Reparto
- Dimosthenis Papadopoulos
- Maria Kitsou
- Ilias Logothetis
- Giorgos Armenis
- Dimitris Imellos
- Manos Vakousis
- Stefania Goulioti
- Kora Karvouni
- Errikos Litsis

## Premios
La serie obtuvo 4 premios Prosopa de la televisión griega.
| Premio       | Categoría                  | Nominaciones             | Resultado |
| ------------ | -------------------------- | ------------------------ | --------- |
| Prosopa 2009 | Mejor serie dramática      | Tasos Psaras             | Premio    |
| Prosopa 2009 | Mejor actor masculino      | Demosthenis Papadopoulos | Premio    |
| Prosopa 2009 | Mejor cinematografía       | Giorgos Argyroiliopoulos | Premio    |
| Prosopa 2009 | Mejor diseño de producción | Voula Zoeopoulou         | Premio    |